# Oxyprosopus similis
Oxyprosopus similis är en skalbaggsart. Oxyprosopus similis ingår i släktet Oxyprosopus och familjen långhorningar.

## Underarter
Arten delas in i följande underarter:
- O. s. similis
- O. s. purpurascens